# Les Joueurs (film, 1998)
Pour les articles homonymes, voir Les Joueurs et Rounders (homonymie).
Pour plus de détails, voir Fiche technique et Distribution.
Les Joueurs ou Dernier tour de table au Québec (Rounders) est un film américain réalisé par John Dahl et sorti en 1998.

## Synopsis
Mike McDermott est un jeune étudiant en droit, joueur de poker Texas hold'em. Un soir, il perd toutes ses économies pendant une partie face à Teddy “KGB”. Il renonce aux cartes cette nuit-là. Mais, son meilleur ami, l'Asticot, sort de prison peu après et doit rembourser ses dettes. Pour Mike la tentation est trop forte : il se remet à jouer avec son ami comme auparavant pour l'aider à se renflouer. Entraîné dans une spirale descendante par ce dernier, Mike finit par se porter garant pour lui. Il se retrouve alors à devoir payer 15 000 $ pour le lendemain.

## Fiche technique
Sauf indication contraire, les informations mentionnées dans cette section peuvent être confirmées par la base de données cinématographiques IMDb,  présente dans la section « Liens externes ».
- Titre original : Rounders
- Titre français : Les Joueurs
- Titre québécois : Dernier tour de table
- Réalisation : John Dahl
- Scénario : David Levien et Brian Koppelman
- Musique : Christopher Young
- Direction artistique : Robert Pearson (en) et Rick Butler
- Décors : Beth Kushnick
- Costumes : Terry Dresbach
- Photographie : Jean-Yves Escoffier
- Montage : Scott Chestnut
- Production : Ted Demme, Joel Stillerman ; Tracy Falco, Christopher Goode (associés) ; Bobby Cohen (en), Kerry Orent, Bob Weinstein, Harvey Weinstein (exécutifs)
- Société de production : Miramax Films
- Société de distribution : Miramax Films (États-Unis), BAC Films (France)
- Budget : 12 millions de dollars
- Pays de production :  États-Unis
- Format : Couleurs - 35 mm - 2,35:1 - Dolby Digital
- Genre : drame
- Durée : 121 minutes
- Dates de sortie[1] :
  - États-Unis : 11 septembre 1998
  - France : 6 janvier 1999

## Distribution
- Matt Damon (VF : Boris Rehlinger[2] ; VFQ : Gilbert Lachance) : Mike McDermott
- John Malkovich (VF : Alexandre Arbatt ; VFQ : Luis de Cespedes) : Teddy « KGB »
- Edward Norton (VF : Damien Boisseau ; VFQ : Antoine Durand) : Lester Murphy alias « l'Asticot » (Worm en VO)
- John Turturro (VF : Laurent Natrella ; VFQ : Sylvain Hétu) : Joey Knish
- Gretchen Mol (VF : Barbara Kelsch ; VFQ : Violette Chauveau) : Jo
- Famke Janssen (VF : Michèle Buzynski ; VFQ : Élise Bertrand) : Petra
- Martin Landau (VF : Michel Ruhl ; VFQ : Aubert Pallascio) : Abe Petrovsky
- Melina Kanakaredes : Barbara
- Michael Rispoli (VF : Paul Borne ; VFQ : Benoît Rousseau) : Grama
- Goran Višnjić : Maurice
- Johnny Chan : lui-même
- David Zayas : Osborne
- Bill Camp : Eisenberg
- Lenny Venito : Moogie